# Мереживниця Арге
Мереживниця Арге (Melanargia arge) — вид денних метеликів родини сонцевиків (Nymphalidae).

## Поширення

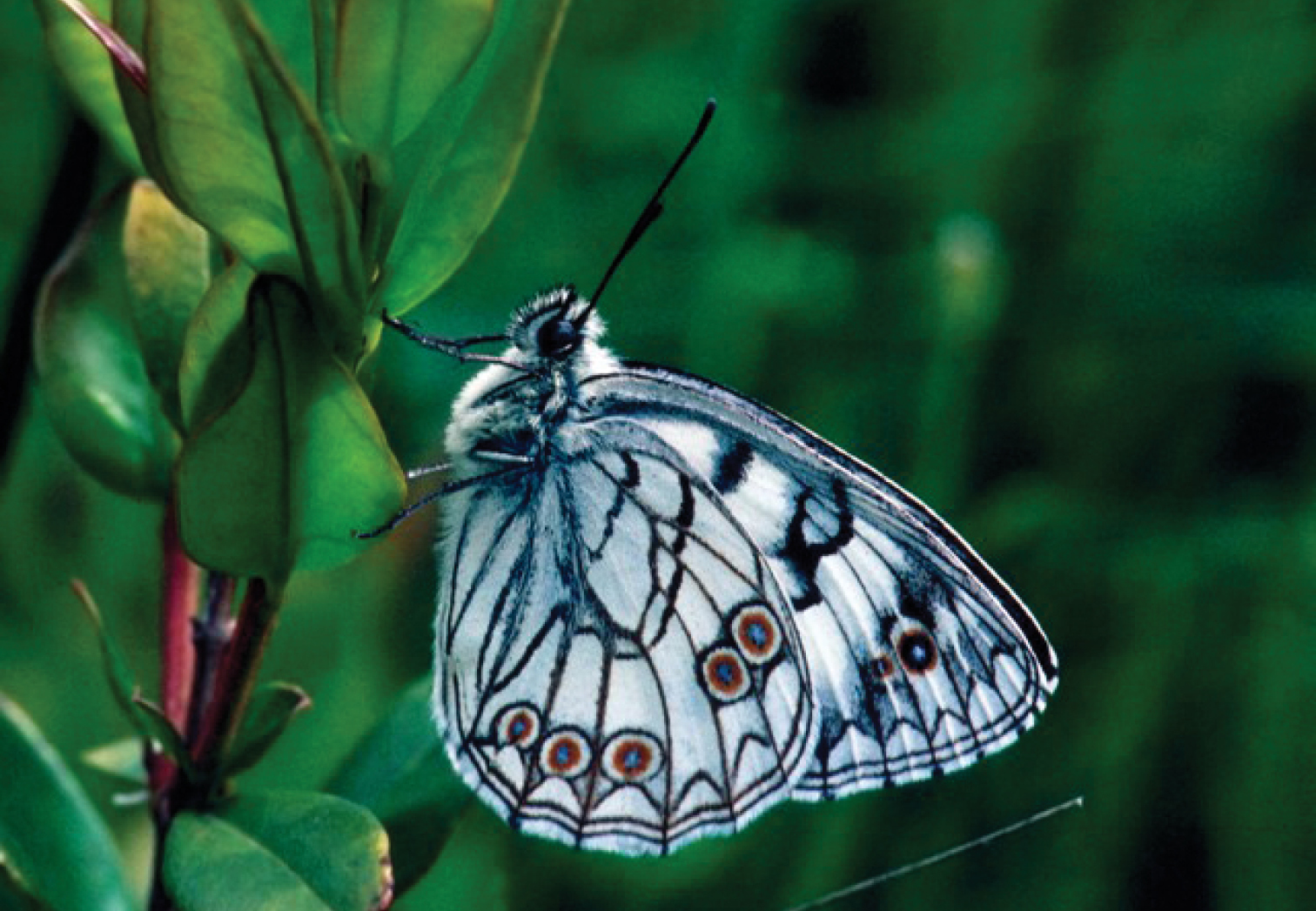

Ендемік Італії. Поширений в південній частині країни та на північному сході Сицилії. Трапляється на висотах 350—1500 м над рівнем моря.

## Спосіб життя
Літає в травні-червні одним поколінням у скелястих місцях з рясними квітами. Гусениця харчується травами.

## Охорона
Melanargia arge охороняється в Європі і занесений до Додатку ІІ Бернської конвенції (охоронна категорія: вид підлягає особливій охороні), а також до Директиви Європейського Союзу 92/43/ЄС «Про збереження природних оселищ та видів природної фауни і флори» (Додаток ІІ. Види рослин і тварин, що становлять особливий інтерес для Європейського Союзу, збереження яких потребує створення територій особливої охорони).